# Turnera hilaireana
Turnera hilaireana är en passionsblomsväxtart som beskrevs av Ignatz Urban. Turnera hilaireana ingår i släktet Turnera och familjen passionsblomsväxter. Inga underarter finns listade i Catalogue of Life.